# Alexander Witt (Filmemacher)

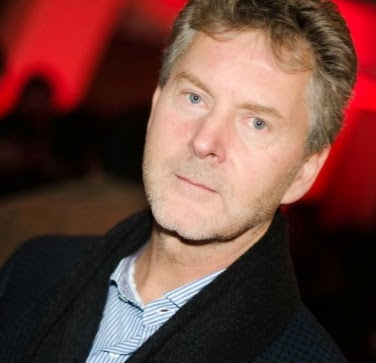
Alexander Witt

Alexander B. Witt (* 1952 in Santiago de Chile) ist ein chilenischer Filmemacher mit deutschen Wurzeln, der seit den späten 1970er Jahren größtenteils als Camera Operator, Second-Unit-Kameramann und seit 1994 Second Unit-Director arbeitet. Sein Schaffen umfasst mehr als 60 Produktionen.
Sein Regiedebüt gab er im Jahr 2004 mit der Fortsetzung der Computerspiel-Verfilmung Resident Evil, Resident Evil: Apocalypse.

## Filmografie (Auswahl)
Second Unit Director
- 1994: Speed
- 1995: Money Train
- 1996: Twister
- 1997: Speed 2 (Speed 2: Cruise Control)
- 1997: Postman (The Postman)
- 1999: Auf die stürmische Art (Forces of Nature)
- 1999: Inspektor Gadget
- 2000: Gladiator
- 2000: Gegen jede Regel (Remember the Titans)
- 2001: Hannibal
- 2001: Black Hawk Down
- 2002: Die Bourne Identität (The Bourne Identity)
- 2002: xXx – Triple X (xXx)
- 2003: Daredevil
- 2003: The Italian Job – Jagd auf Millionen (The Italian Job)
- 2003: Hollywood Cops (Hollywood Homicide)
- 2003: Fluch der Karibik (Pirates of the Caribbean: The Curse of the Black Pearl)
- 2004: Hidalgo – 3000 Meilen zum Ruhm (Hidalgo)
- 2005: Æon Flux
- 2006: She’s the Man – Voll mein Typ! (She’s the Man)
- 2006: James Bond 007: Casino Royale (Casino Royale)
- 2007: American Gangster
- 2008: Ein Schatz zum Verlieben (Fool’s Gold)
- 2009: Die Entführung der U-Bahn Pelham 123 (The Taking of Pelham 123)
- 2010: Prince of Persia: Der Sand der Zeit (Prince of Persia: The Sands of Time)
- 2010: Robin Hood
- 2010: The Town – Stadt ohne Gnade (The Town)
- 2012: James Bond 007: Skyfall (Skyfall)
- 2015: Terminator: Genisys
- 2015: James Bond 007: Spectre (Spectre)
- 2018: Avengers: Infinity War
- 2021: Jungle Cruise
- 2021: James Bond 007: Keine Zeit zu sterben (No Time to Die)

Regisseur
- 2004: Resident Evil: Apocalypse